# Salcedo (República Dominicana)
Salcedo é a capital da província de Hermanas Mirabal, na República Dominicana.
O município é famoso por ser a terra natal das heroínas dominicanas, as irmãs Mirabal, que deram suas vidas na luta contra o ditador Rafael Leónidas Trujillo.
Sua população estimada em 2012 era de 45 299 habitantes.